# Mycena lineata
Mycena lineata är en svampart som först beskrevs av Pierre Bulliard (v. 1742–1793), och fick sitt nu gällande namn av Paul Kummer 1871. Mycena lineata ingår i släktet Mycena och familjen Mycenaceae.   Inga underarter finns listade i Catalogue of Life.